# Viaduc de la Fouillerie
Le viaduc de la Fouillerie est un ancien viaduc ferroviaire situé sur la commune du Mesnil-Villement dans le département du Calvados.

## Histoire
Ce viaduc est construit pour le compte de la compagnie des chemins de fer de l'Ouest sur la ligne de Falaise à Berjou. Il est mis en service le 15 avril 1874. Reprise par la compagnie des chemins de fer de l'État en 1908, l'exploitation du tronçon Pont-d'Ouilly - Falaise cesse le 1er mars 1938. Le viaduc est cependant parfaitement entretenu. Les rails sont démontés par les Allemands pour être envoyés sur le front russe pendant la Seconde Guerre mondiale.